# Zinndorf
Zinndorf ist ein Ortsteil der Gemeinde Rehfelde im Landkreis Märkisch-Oderland in Brandenburg.

## Geographische Lage
Zinndorf grenzt im Norden an den Ortsteil Werder, im Westen an das Lichtenower Mühlenfließ, im Süden an den Ortsteil Lichtenow der Gemeinde Rüdersdorf bei Berlin sowie im Osten an den Naturpark Märkische Schweiz. Durch den Ort führt die Landesstraße 232.

## Geschichte
Die Wettiner eroberten zu Beginn des 13. Jahrhunderts den Barnim und drängten die Slawen nach und nach zurück. Um ihre Herrschaft zu festigen, errichteten sie Dörfer und Städte. Um 1230 schenkte der Markgraf Heinrich III. dem Kloster Zinna in Jüterbog das abgabenfähige Dorf Zinndorf. Die Zisterzienser errichteten im 13. Jahrhundert daraufhin aus Feldsteinen die Sankt-Annen-Kirche. Das Angerdorf wurde erstmals 1375 im Landbuch Karls IV. als Czynnendorp urkundlich erwähnt. Aus dieser Zeit ist ein Krug überliefert. Mit der Reformation  fiel das Dorf an den brandenburgischen Kurfürsten und gehörte ab etwa 1553 dem königlichen Domänenamt Rüdersdorf. Zu Beginn des 15. Jahrhunderts überfiel der Raubritter Dietrich von Quitzow das Dorf. 1432 waren es die Hussiten, die in der Karwoche die Region verwüsteten. Überlieferungen zufolge wurde dabei Zinndorf zerstört. Weitere Not brachte die Pest über das Dorf, die in den Jahren 1438 und 1439, 1549, 1570, 1598, 1611 und letztmals 1613 viele Opfer forderte. In den Jahren 1730 bis 1733 zerstörten Heuschrecken große Teile der Ernte, so dass die Zinndorfer Bevölkerung unter einer Hungersnot litt.
Um 1730 ist die Existenz einer  Schmiede überliefert. Er wurde vom Amt Rüdersdorf eingesetzt und zwang die Bewohner, die Arbeiten bei ihm ausführen zu lassen. Die Bevölkerung beschwerte sich bei der Kriegs- und Domänenkammer und bat darum, von diesem „bösen und unwilligen Schmied“ befreit zu werden. Das Gebäude ist im Jahr 2015 im Dorfanger noch erhalten. 1788 eröffnete die erste Schule im Dorf. 1860 erweiterten die Einwohner das Gebäude. Am 30. August 1928 gründeten 18 Bewohner die Freiwillige Feuerwehr Zinndorf. Die Schule schloss im Februar 1952. Seit dieser Zeit besuchen die Kinder des Dorfes die Grundschule in Rehfelde. 1955 gründeten 53 Mitglieder eine LPG, die fünf Jahre später bereits 119 Mitglieder zählte.

## Sehenswürdigkeiten und Kultur

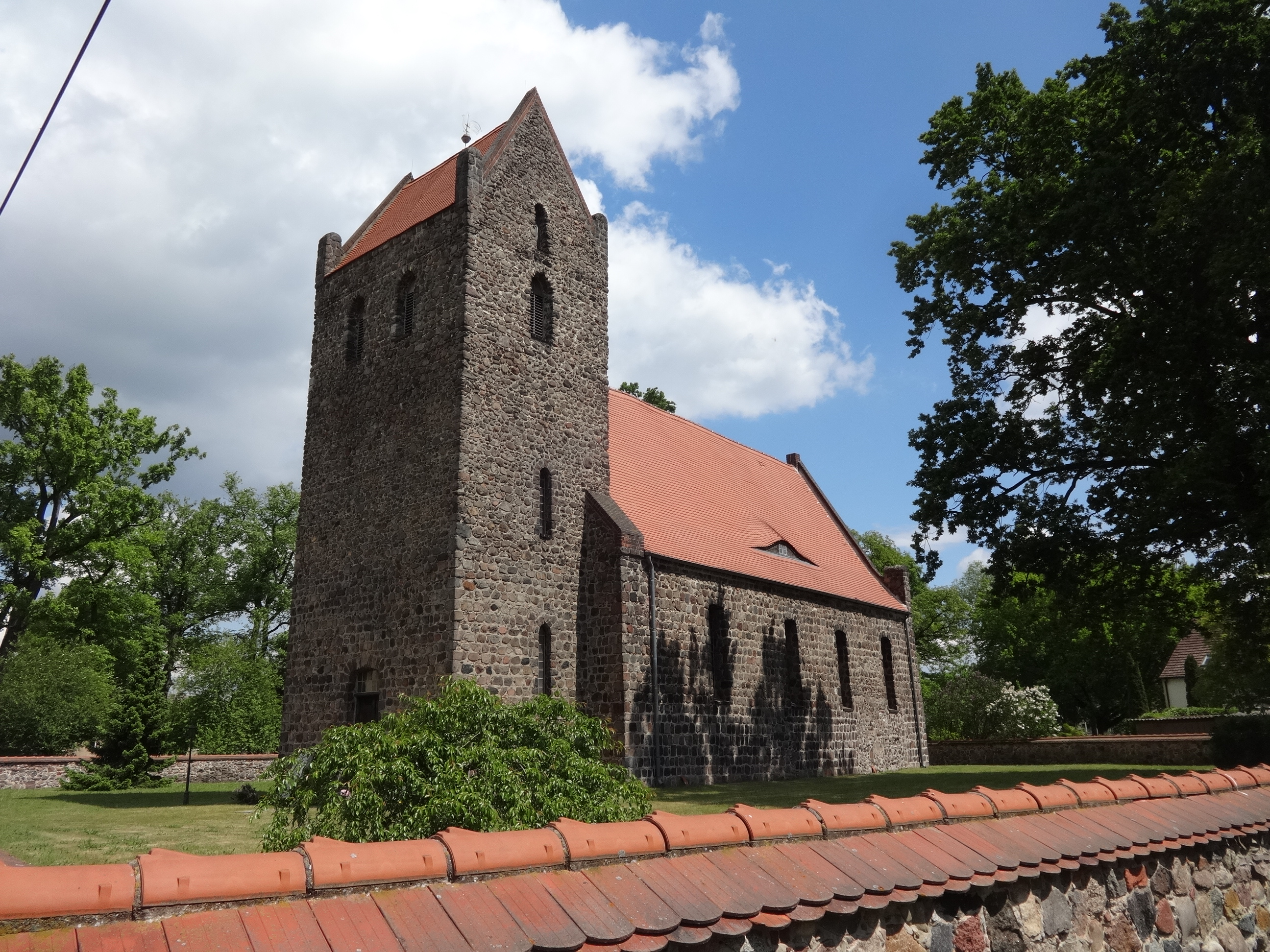
Sankt-Annen-Kirche

In der Liste der Baudenkmale in Rehfelde ist die evangelische Dorfkirche Sankt Annen eingetragen. An diesem Bauwerk führt der rund 17 Kilometer lange Lilien-Rundweg entlang.
An jedem Pfingstmontag findet im Dorf ein Konzert statt.